# 有楽町電気ビルヂング

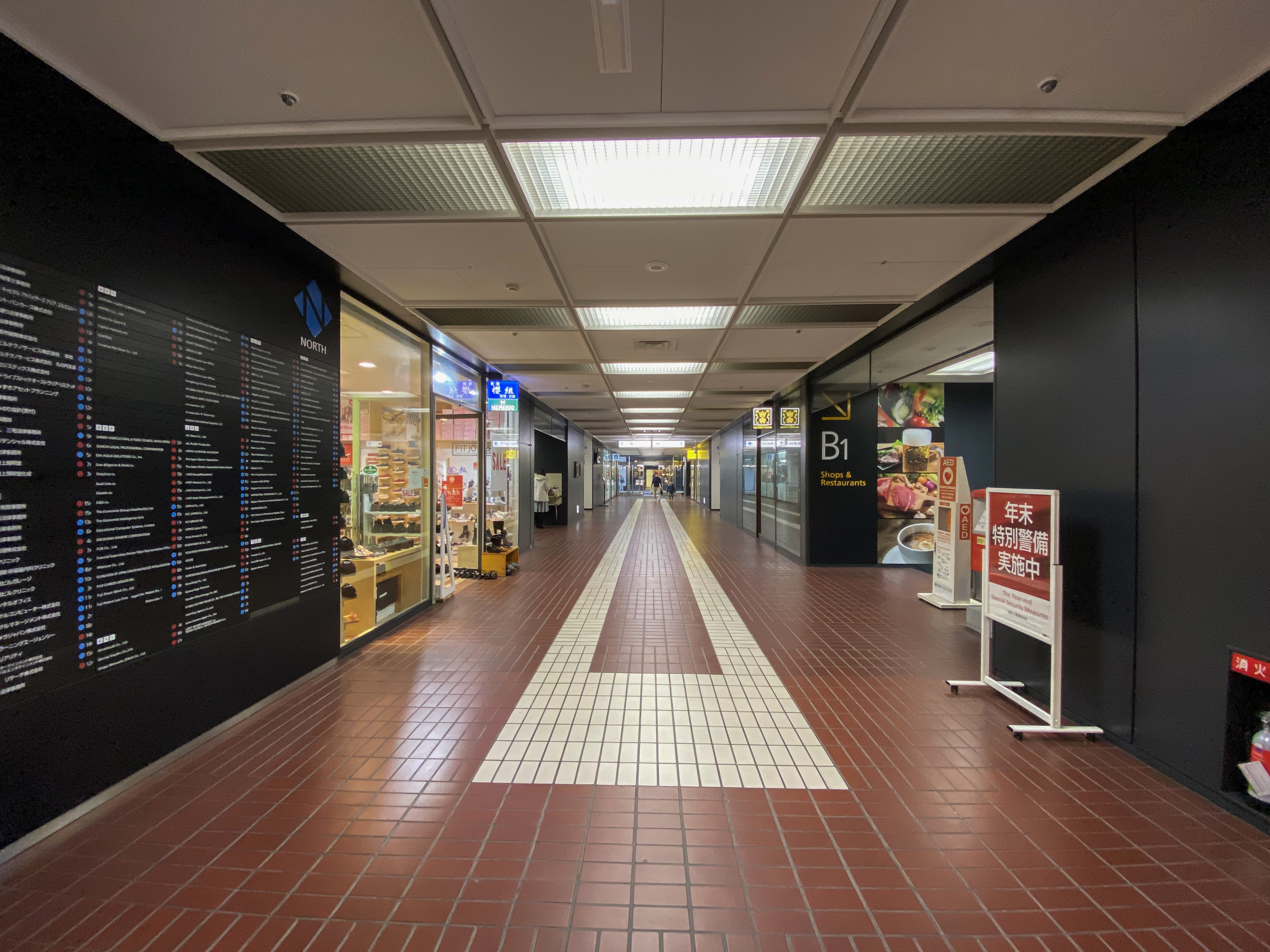
1階商店

有楽町電気ビルヂング（ゆうらくちょうでんきビルヂング）は、東京都千代田区有楽町にあるオフィスビルである。北館・南館の二つの建物からなる。「有楽町電気ビル」、「有電ビル」とも略記される。

## 歴史
現在の有楽町電気ビルが所在する、有楽町駅南西側の日比谷寄りの一角は、昭和40年代前半までは日本電気協会（以下、電気協会）、電気倶楽部、富士アイス、明治生命保険、東宝、東光建物、国際自動車、東京都交通局の8者の地権者がおり、「東宝有楽ビル」、国際自動車の観光バス乗り場、電気協会の所有で1933年に竣工した「電気ビル」をはじめ中小のビルが混在していた。電気協会の所有地の一部は第二次世界大戦後の混乱で不法占拠され、近隣の有楽町スバル座にちなみ「スバル街」と称する飲食店街を形成していた。
電気協会は1955年ごろよりスバル街の各店舗に対し立ち退き交渉を進めていたが目途が立ったため、1966年に三菱地所に対し新ビル建設の協力依頼がなされた。電気協会とスバル街飲食店との交渉は、営業補償に代えて3年間の立ち退き猶予期間を設け、その間の賃料を免除することで1968年8月に和解が成立した。
かねてよりこの一角の再開発の必要性を考えていた三菱地所は、電気協会とこれに隣接する電気倶楽部に対し、当該敷地と、三菱地所により建設中の新有楽町ビルヂングの区分所有権の交換を提案した。1969年1月の電気倶楽部臨時会員総会にて、本件を理事会に一任することを決定。同年4月に、電気倶楽部所有地876.53㎡を三菱地所が取得し、電気倶楽部は新有楽町ビルヂングの区分所有権を取得する旨の覚書を締結した。しかし、電気ビルのテナントの反対、および電気協会会員の「協会が初めてビルを建てた場所であり、土地を手放すことはできない」とする意見により交渉は暗礁に乗り上げた。
電気協会は三菱地所との交渉を白紙とし、独自の建て替えを検討したが、土地の形状や資金繰りの事情、スバル街内の医院の移転問題が解決したことから、1970年10月に電気協会と三菱地所との交渉が再開された。1971年6月、電気協会と三菱地所が共同で建物を建設し、敷地の所有割合に応じて区分所有する件、電気倶楽部とスバル街跡地を1期工事（北館）とし、北館に電気ビルのテナントを入居させた後に2期工事（南館）としてもう1棟の建物を建設する覚書を交わした。同年10月に地鎮祭を挙行したものの残る6者の了承を得るのに時間を要し、1期工事を着工したのは1973年3月のことであった。1975年9月に地下2階・地上20階建ての第1期の建物が完成し、電気協会の旧ビルが「電気ビル」として親しまれていたことから、他の権利者の同意を得て「有楽町電気ビルヂング（北館）」と名付けられた。
北館竣工後直ちに南側の電気協会、明治生命、東光建物、東宝の所有地を利用した2期工事を検討したが、各ビルの所有者とテナントとの交渉が難航したこと、特に東光ビルは十分に使用できる建物であり、古くよりのテナントとの関係から、三菱地所と東光建物との交渉は長引いた。東宝有楽ビルも真新しい建物であったが、帝国劇場・国際ビル建築以来の友好関係から、解体を快諾した。明治生命は南館予定地に地下1階・地上4期建ての「明治生命有楽町別館」を有していたが、丸の内二丁目の明治生命館に隣接した「千代田ビル別館」（三菱地所所有）の土地・建物との交換を強く希望した。1969年頃に明治生命側より打診があった際には実現しなかったが、今回は双方の意向が一致したため相互の売買契約が締結された。千代田ビル別館には日本外国特派員協会が入居しており、有楽町電気ビル北館への移転の際には会員有志が楽器を持ちよりパレードをしながら引越しを行って、沿道から喝采を浴びる一幕もあった。こうして北館完成から2年近くあとの1977年6月に着工。北館よりやや小振りであるものの同様の外観を持つ南館が1979年3月26日に竣工し、有楽町電気ビルヂングは全面完成した。

## 主な入居者
日本電気協会（北館4階）、三菱商事都市開発（北館9階）、日本外国特派員協会（北館20階）、九州電力東京支社、東宝芸能（北館12階）、プロレス団体『プロレスリング・ノア』を運営するノア・グローバルエンタテインメント（北館14階）、全国商工会連合会（北館19階） 　のほか、法務事務所や外資系企業が入居する。
1階や地下には、カフェや飲食店街が営業している。
国際自動車の区分所有権は、2003年にジャパンリアルエステイト投資法人に売却された。

## 有楽稲荷神社

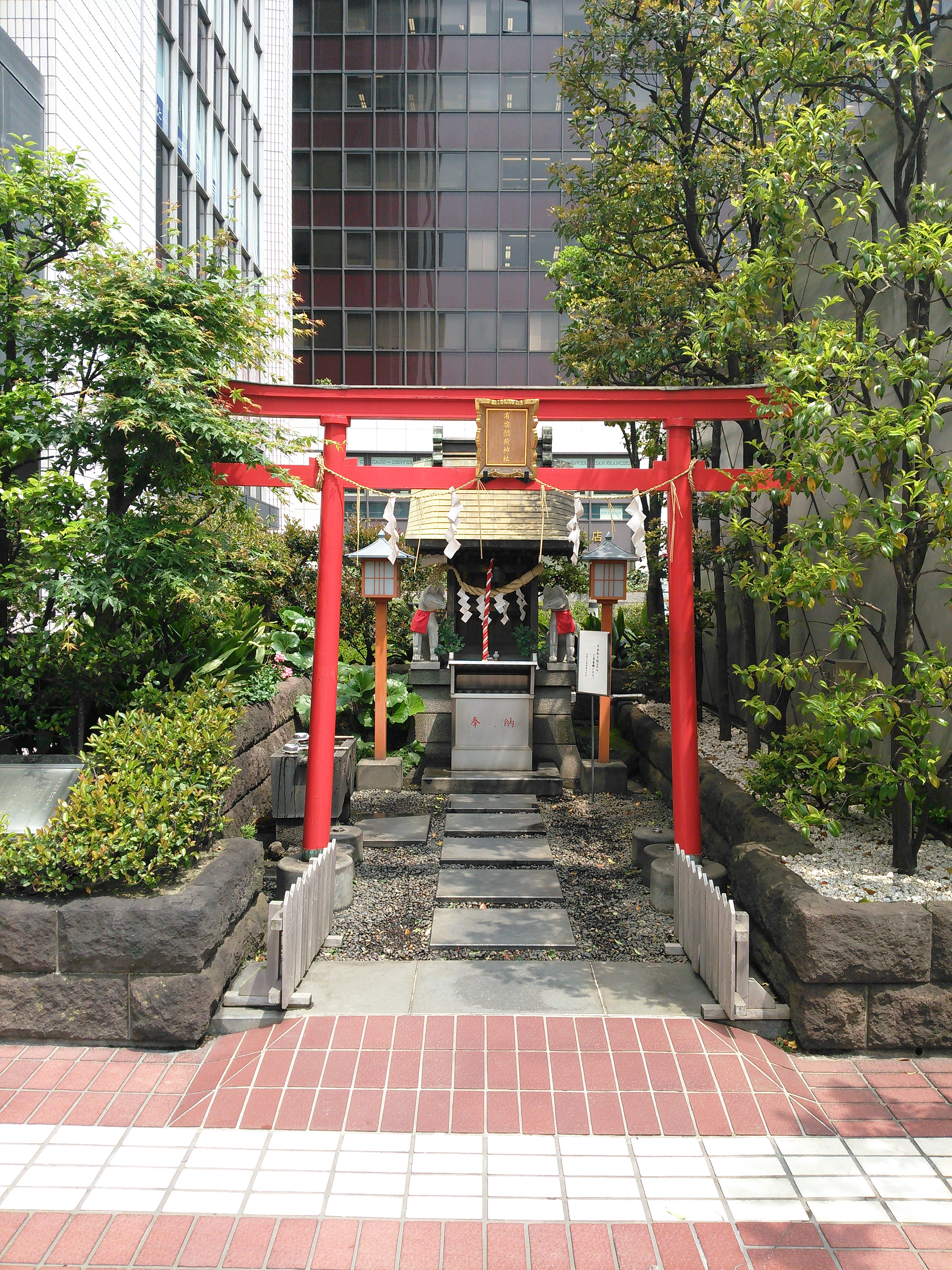
有楽稲荷神社

敷地北東の一角には1859年（安政6年）に永井飛騨守が天下泰平と子孫繁栄を祈願して創立した有楽稲荷神社があり、関東大震災でも難を逃れた。本ビル建設のため1973年より山王日枝神社に遷座したが、1979年2月に現在地に復座した。毎年2月の二の午には大祭が執り行われる。

## 周辺
大丸有エリアの南端に位置し、変形四角形の敷地を有する。南側は晴海通り（東京都道304号日比谷豊洲埠頭東雲町線）、東側はJR山手線ほかの高架橋、北側は街路を挟み有楽町ビルヂング、西側は丸の内仲通りに接する。晴海通り地下の東京メトロ日比谷線日比谷駅A3出口が南館に直結するほか、JR・東京メトロ有楽町線有楽町駅、東京メトロ丸ノ内線銀座駅も近い。